# キミの声がきこえる
『キミの声がきこえる』（キミのこえがきこえる）は2006年12月1日にAXL（アクセル）より発売された日本の18禁青春ハートウォーミング浪人生活ストーリーアドベンチャーゲーム。

## 概要
近距離恋愛と遠距離恋愛をテーマとしたラブコメ風18禁恋愛アドベンチャーゲームで、『ひだまり』に続くAXL第二弾作品。
AXL作品としては前身であるすたじおみりすペレット時代も含めて初めてクイックセーブと直近のターニングポイント（選択肢）まで戻る機能が搭載され、この二つの機能は以降のAXL作品でも引き続き搭載されている。また、バッグログの画面も『チュートリアルサマー』および『ひだまり』といった前作までのスタイルから改められて、スクロール式で文字の表示も拡大されたものが新たに採用され、このスタイルも次回作以降にも引き継がれていった。その一方で本作ではアドベンチャー画面でのコマンドの配置などは前作までのスタイルを踏襲したものの、以降の作品の『恋する乙女と守護の楯』や『Princess Frontier』などでは新たなスタイルに改められたのが採用されるなど、AXL作品においてシステムやスタイルが洗練されていく過程での過渡期の作品と言える。
物語が中盤に差し掛かると、それまでの選択肢の選び方により恋人が確定するとともにその後の物語の主要舞台が決定し、主要舞台と恋人の組み合わせによって遠距離恋愛か近距離恋愛（同棲生活）に話が分岐するなど、同一のヒロインに対して様々なパターンの恋愛模様が描かれている。
一部のCGで本編でCGを見てもCGギャラリーに表示されない不具合があったため、発売日と同日の2006年12月1日から修正パッチである「キミの声がきこえる修正プログラムver1.1」がAXLのユーザーサポートページで配布されている。
2007年2月号の『BugBug』のB.C.G.〜ばぐばぐ・せいねんむけ・げきじょう〜において本作品のカラーマンガが掲載された。
2008年2月14日からは各ダウンロードサイト においてダウンロード版も販売されたが、2008年11月30日をもって取り扱いを終了した。

## ストーリー
主人公の飯塚直也は大学受験に失敗したものの、両親の厚意で一年間の猶予が与えられ浪人生活を送りリベンジすることを決意する。そんな中、海外を転々とする両親のもとから義妹の美由紀が直也のことを心配して戻ってきて、同居生活を送ることとなる。
予備校では学園時代からの腐れ縁である悪友の稲垣政宗に酒井健太、才色兼備で高嶺の花であった敷島桜らに加え、三浪の猛者である先輩の桐谷桜花とともに合コンやカラオケなど決して勉強一色に染まることのない賑やかな予備校生活を送る。
そんなダラけた生活を送るある日、父親に生活費を人質にとられ飯塚家にとって実家である山梨県の田舎の温泉旅館に手伝いに行くことを命じられる。
こうして少年時代を過ごした田舎に帰ってきた直也は、そこで美しく成長した幼馴染で親戚の南野泉と再会する。泉や旅館の女将である南野空子、従業員の日比谷富音・海姉弟に囲まれて直也は経営危機の旅館の建て直しに向けて奔走することとなる。
都会と田舎を行き来する忙しい二重生活を送る直也。果たして直也は大学に合格できるのか、はたまた旅館を再建できるのだろうか。

## 登場人物

### 主人公
飯塚 直也（いいづか なおや）
本作品の主人公。大学受験に失敗し銀杏（ぎんなん）予備校で浪人生活を送る。母親を幼い頃に亡くしており、父親の後妻とその連れ子である美由紀を新しい家族として迎えている。父親は鉱山技師で、義母と義妹と共に希少金属を求めて世界中を飛び回っている。女の子の好意に対してまったく気付かず、周囲から鈍感で優柔不断だと指摘される。

### メインヒロイン
敷島 桜（しきしま さくら）
声：青山ゆかり
身長：163cm
体重：47kg
体型：胸普通、ウエスト細い、おしり小さい
直也の学園時代の同級生で、中学生時代からの腐れ縁。同じく銀杏予備校に通う浪人生。鋭利な頭脳を持ち杏葉大学などの滑り止めの大学には受かったものの、本命の大学は試験当日に風邪を引き落ちてしまうが、超々難解大学を目指し浪人生活を送る。社交的で活発なものの素直になれない性格で、いわゆるツンデレ。
両親が仙台市に転勤することになったため夏休み中は部屋探しをしていた。
南野 泉（みなみの いずみ）
声：松田理沙
身長：155cm
体重：40kg
体型：胸大きい、ウエスト細い、おしり大きめ
直也の幼馴染ではとこ、現在は旅館「南野屋」の仲居さんを勤めている。職業柄か礼儀正しく、誰にでも分け隔てなく付き合える。性格はマイペースで控えめだが、旅館を継ぐという覚悟からくる心の強さを持っており、同年代の都会組より大人びている。
飯塚 美由紀（いいづか みゆき）
声：夏野こおり
身長：147cm
体重：39kg
体型：胸洗濯板、ウエスト激細、おしり極小
直也の義妹で両親とともに世界中を転々としていたが、直也の予備校初日に浪人生活を送ることとなった直也の生活を心配して突然日本に帰ってきた。日本ではお嬢様学校であるミネルバ女学院に通う。家事全般をこなすしっかり者で、義兄の直也のことを心から慕っている。幼少期に一度変質者に誘拐されそうになった所を直也に救われたが本人はよく理解していなかった。以後直也と父親の間には美由紀の共同防衛戦線が張られている。
海外を飛び回っている最中に大検の資格を取得している。

### 都会の登場人物
桐谷 桜花（きりたに おうか）
声：如月美琴
身長：168cm
体重：55kg
体型：胸ボン!ウエストキュ!おしりボン!
直也達の通う銀杏予備校で三浪目の浪人生活を送る、人呼んで銀杏予備校のヌシ。学費を稼ぐために普段は喫茶店のウェイトレスをしており、他にも色々な場所で働いている。喫茶店で自分のことを噂していた直也たちのグループに興味を持ち、話し掛けたのがきっかけで行動を共にするようになる。桜のことを「桜」に「桜花」という名前繋がりで妹だと主張している。型破りな行動で直也達を振り回すが、時には先輩として真剣なアドバイスをしてくれる。室内でもインラインスケートを履いている。
銀杏予備校を含めた他の予備校でも迷惑がられているが本人は気にしていない。むしろ、授業の邪魔になる事ばかりして教師から「出席扱いにしておくからこの部屋から出て行ってくれ」と言われてしまうほど。
久我島 美玲（くがしま みれい）
声：まきいづみ
身長：159cm
体重：45kg
体型：胸普通、ウエスト普通、おしり普通
直也の学園時代の同級生で、杏葉（きょうよう）大の英文学部に推薦で合格した大学生。直也が好意を抱いていた相手であり、当初直也は彼女と同じ大学に通うために杏葉大を狙っていた。学園時代は清楚系であったが、大学に入り少し派手になった。
稲垣 政宗（いながき まさむね）
声：空野太陽
身長：165cm
体重：55kg
体型：痩せ型
直也の学園時代からの悪友で、同じく銀杏予備校に通う浪人生。直也との友人関係は長く、中学時代からの腐れ縁。ディープなオタクで、普段から萌え絵や同人誌を描いており、その分野に関する知識も豊富。富音には師匠と敬われている。本人曰く当初は大学受験に失敗したため、「大江戸アニメーション学院」というアニメーター養成のための専門校に行こうとしていたが、親の猛反対にあい、強制的に浪人生になったとの事。
隠れた特技として裁縫ができるが、メイド服と巫女服の袴しか縫うことができない。
酒井 健太（さかい けんた）
声：犬野忠輔
身長：190cm
体重：85kg
体型：筋骨隆々
直也の学園時代からの悪友で、同じく銀杏予備校に通う浪人生。名前を書くだけで通るはずの体育大のスポーツ推薦を筆記試験で落ちるなど、頭の中にまで筋肉が詰まっているとまで言われているほど頭は悪いが、性格は男気満載。
父親は実業家で、警備会社「酒井綜合警備保障」のほか、フィットネスクラブも経営している。

### 田舎の登場人物
南野 空子（みなみの そらこ）
声：楠鈴音
身長：163cm
体重：51kg
体型：胸巨乳、ウエスト普通、おしり大きい
泉の父親の再婚相手となった、28歳の泉の義母。元々は旅行代理店で働いており、夫の生前は遊びほうけて旅館のことを手伝ってはいなかったが、夫で泉の父親が亡くなった後は女将として旅館を支えるようになった。ヤクザ相手に堂々と渡り合うなど肝の据わった女性。
20代という若さで泉の父親と再婚したこと、再婚してすぐに泉の父親が亡くなったことなどから、泉や直也の親戚からは財産目当ての結婚ではないかと疑われ、疎まれている。泉や直也、直也の父からは「この人はそんなことができる人じゃない」と信頼されている。
日比谷 富音（ひびや ふね）
声：茶谷やすら
身長：150cm
体重：40kg
体型：胸小さめ、ウエスト普通、おしり小さめ
海の双子の姉で、旅館の仲居さん。勤続2年目。普段からメイドの格好をしているメガネっ子のオタク女子で、都会に憧れている。富音という古風な名前を嫌っており、メイドネームの「サマンサ」を自称している。実家は牧場を経営している。
日比谷 海（ひびや うみ）
声：茶谷やすら
身長：151cm
体重：42kg
体型：女の子くらい細い
富音の双子の弟。過去の辛い体験から姉とは対照的に都会を忌み嫌い、都会者の直也に対しても最初は辛く当たる。美少年キャラで、本人は嫌がっているものの女装させられる機会も多い。
鏑木 志朗（かぶらぎ しろう）
声：紫原遥
身長：178cm
体重：58kg
体型：ガリガリ
モヤシ販売で全国的に有名な「鏑木モヤシ」の一人息子で、次期社長。整った貴公子のような容姿の男性。直也の昔の遊び仲間で誰とでもフレンドリーに付き合えるが、昔からホモっ気があり現在では美少年の海を狙っている。愛車は赤のスポーツカー。
実家は畔沢村の再開発計画には反対の立場を取っており、南野屋が岩井の嫌がらせに遭っている間でも変わらず取引を続けてくれる数少ない商売相手。
岩井 権十郎（いわい ごんじゅうろう）
声：保村真
身長：180cm
体重：95kg
体型：デブ
南野屋のある地域一帯に影響力を持つ名家岩井家の息子で、直也や泉、志朗とは小学校時代からの幼馴染。小さい頃より嘘をついたり金に物を言わせる言動をしたりしていたために周囲から嫌われていた。泉のことを昔から狙っている。
岩井家は畔沢村の再開発計画「湯けむりのほとり計画」の中心となっており、彼もその一員として南野屋の土地（と泉）を狙い様々な工作を仕掛けている。直也や志朗によれば、昔は嫌なやつながらまだ憎めない面もあったらしいが、現在はヤクザを雇って嫌がらせをするなど手段を選ばない悪党と化している。
鶴井（つるい）
声：如月葵
岩井の手下の黒服の女。斉藤と共に南野屋の地上げを担っている。「がってんしょーち!」という独特な受け応えをする。根が小心者でセコいためか、嫌がらせの手法がやたらとみみっちいものばかりで芳しい効果は上げられていない。
元々は斎藤と一緒にコソ泥をやっており、岩井家の私有地である裏山で松茸泥棒をしようとして遭難していたところを岩井に助けられたことで岩井の黒服（ボディガード兼運転手兼雑用係）となった。斎藤によれば、実は割とお嬢様育ちらしい。
斉藤（さいとう）
声：紫陽花
岩井の手下の黒服の男。あまり頭は回らず、突飛で見当違いなことを言っては鶴井からツッコミを受ける。
鶴井ともども、岩井に憎めない面を見出しているらしく、なんだかんだ言いつつも岩井のことを見捨てられずにいる。

### その他
飯塚 勘治郎（いいづか かんじろう）
声：?
直也の父。優秀な鉱山技師で世界中を飛び回る生活をしており、作中にはほぼビデオレターでのみ登場する。ビデオレターは届くたびに場所が違っており、しかも突拍子もない状況でばかり録画されている。冗談を好み、直也からは迷惑な人物として認識されているが、周囲からは面白い人物として評価されている。
空子が親戚から財産目当ての結婚を疑われた時、真っ先に庇った。
南野のオジサン
勘治郎の従兄弟で直也の叔父。名前は不明。故人。元々南野屋を経営していたが、数年前、空子と結婚した直後に病死した。直也のこともよく可愛がっていた。線が細く物腰の柔らかい人物だったが怒ると怖い。

## 舞台
銀杏予備校（ぎんなん）
直也たちが通う予備校。正式名称は進学指導予備学院銀杏塾予備校。直也の解説によれば繁華街の外れに位置しており、新入の学生数は二浪以上の者も含めると約120人。パンフレットには個性豊かな教師陣と最先端の設備が整っていると記述されている。評判はまあまあだが、直也の家から近いため選ばれた。なお、パンフレットに最先端の設備と書かれていたにもかかわらずクーラーは付いていない。
杏葉大学（きょうよう）
直也が落第した大学。直也の独白によると中堅クラスの私立大学。
KSハイツ一号館
直也が住む東京都心の三階建てアパート。本編中のCGで入り口付近に名前が書かれている。直也の部屋の玄関は予備校初日に健太によって破壊された。2LDKの部屋で、元々は父親たちが一時帰国する際に滞在するため借りた物。
鬼乃塚進学ゼミ
銀杏予備校のライバル校。桜の話では直也たちの母校の生徒のほとんどはこちらに行ってしまったとの事。超スパルタで有名。
ミネルバ女学院
世田谷にある有名お嬢様学院。美由紀が通うことになった女学院。名門校であり、夏休み中でも学校側が補習授業を行っている。
練馬パークランド
直也たちが住む街の一番近くにある遊園地。
畔沢村（はんざわむら）
直也の生まれ故郷。直也の解説によれば、正式名称は山梨県天承郡畔沢村。山梨県の山奥にある田舎町で温泉が湧いている。最寄の鉄道駅からは車で一時間ほどかかる。田舎ではあるが携帯電話の電波は入るレベル。史郎の話によれば田舎ということもあってほとんどの若者は地元もしくは甲府市で就職しており、進学する者は少ない。現在は「湯けむりのほとり計画」といういわゆる温泉リゾートの再開発計画が持ち上がっており、後述の南野屋は立ち退きを迫られている。
南野屋
直也が手伝うことになった木造二階建ての老舗温泉旅館。本編中の直也の解説によると元々は空子の夫が経営しており、直也たち一家も度々湯を借りていたが、彼が亡くなってからは空子が女将として切り盛りしている。源泉掛け流しの天然温泉であり、関節痛・リュウマチ・打ち身・捻挫などあらゆるものに効く。看板の文字は生前におじさん（空子の夫で直也の叔父）が書いたもの。広い旅館だが、従業員は直也を除くとわずか5人。経営が厳しく、立ち退きを迫られており、地上げを目的とした嫌がらせを受けていることもあって客足が遠のいてしまっている。

## 音楽
主題歌
- プチタミ
  - Barbarian On The Groove feat.茶太
  - 作詞・作曲・編曲：bassy

敷島桜キャラクターソング
- サクライロ
  - Barbarian On The Groove feat.霜月はるか
  - 作詞・作曲・編曲：mo2[2]

南野泉キャラクターソング
- ロンド
  - Barbarian On The Groove feat.真理絵
  - 作詞・作曲・編曲：wight

飯塚美由紀キャラクターソング
- ひだまりの夢
  - Barbarian On The Groove feat.片霧烈火
  - 作詞・作曲・編曲：mo2

主題歌の「プチタミ」はオープニングにも使われているショートバージョンがAXL公式サイトから無料でダウンロードできる他、ゲームの予約特典として配布されたスペシャルディスクにはロングバージョーンやインストも収録された。また、GWAVEによる美少女ゲームの主題歌を集めたコンピレーション・アルバムである『GWAVE2006 2nd Strike』にもロングバージョンが収録されている。
各キャラクターソングはキャラクターごとのルート、およびそれから分岐したルートのエンディングソングともなっている。それぞれソフマップ、グッドウィル、メッセサンオーの購入特典として配布された 他、「プチタミ」と共にAXLの各作品の楽曲が収録されたAXLボーカルソング集『Full throttle』にも収録されている。

## スタッフ
- シナリオ：北側寒囲
- キャラクターデザイン・原画：瀬之本久史
- BGM：久坂真生
- MOVIE：RMG